# 埃里克·米勒 (1970年)
埃里克·米勒（英語：Eric Mueller，1970年11月6日—），出生于密苏里州堪萨斯城,美国男子赛艇运动员。他曾代表美国参加1996年和2000年夏季奥林匹克运动会赛艇比赛，其中1996年奥运会获得一枚银牌。
穆勒第二次以助理教练的身份回到麦迪逊。他在 1998-99 年担任大学助理教练，然后前往澳大利亚悉尼参加 2000 年夏季奥运会的训练。在他之前的工作中，他负责 Badgers 的小船，并带领他们在校际赛艇协会全国锦标赛上获得四枚金牌和一枚银牌。这一结果帮助威斯康星州开始了四年的 Ten Eyck Trophy 冠军之旅，成为国家队积分冠军。